# Station Oss West
Oss West is een station in Oss van het type voorstadshalte. Het station ligt aan de "Brabantse Lijn" tussen 's-Hertogenbosch en Oss, bij de overweg van de Gerbrandylaan en de Braakstraat. Het station is in 1981 gebouwd naar een ontwerp van Hans Bak. Het station ligt ongeveer 750 meter ten westen van de voormalige stopplaats Heihoek.

## Trein
In Oss West halteren de volgende treinseries:
| Serie | Treinsoort    | Route                                                                                  | Bijzonderheden |
| ----- | ------------- | -------------------------------------------------------------------------------------- | --- |
| 4400  | Sprinter (NS) | Oss – Oss West – 's-Hertogenbosch – Eindhoven Centraal – Helmond – Deurne              | Rijdt in de ochtendspits van maandag t/m donderdag twee ritten van/naar Oss, waarbij richting Oss non-stop wordt gereden tussen 's-Hertogenbosch en Oss. |
| 6600  | Sprinter (NS) | Dordrecht – Breda – Tilburg – 's-Hertogenbosch – Oss West – Nijmegen – Arnhem Centraal | Rijdt alleen doordeweeks tot 19:00 uur tussen Nijmegen en Arnhem Centraal v.v.                                                                           |

Sinds 17 februari 2003 heeft het station geen loket meer.
Ten behoeve van voor- en natransport zijn er fietskluizen en fietsenstallingen aanwezig. Ook is er parkeergelegenheid voor auto's.
Sinds juli 2009 is station Oss West uitgerust met mobiele camera's die de omgeving en de perrons in de gaten houden in verband met de vele vernielingen en overlast op het station.

## Ontwikkeling aantal reizigers
Het aantal door NS vervoerde reizigers (per gemiddelde werkdag) ontwikkelde zich sedert 2019 als volgt:
| Jaar | Aantal reizigers |
| ---- | ---------------- |
| 2019 | 2.119            |
| 2020 | 969              |
| 2021 | 1.061            |
| 2022 | 1.478            |
| 2023 | 1.577            |
| 2024 | 1.578            |

## Afbeeldingen

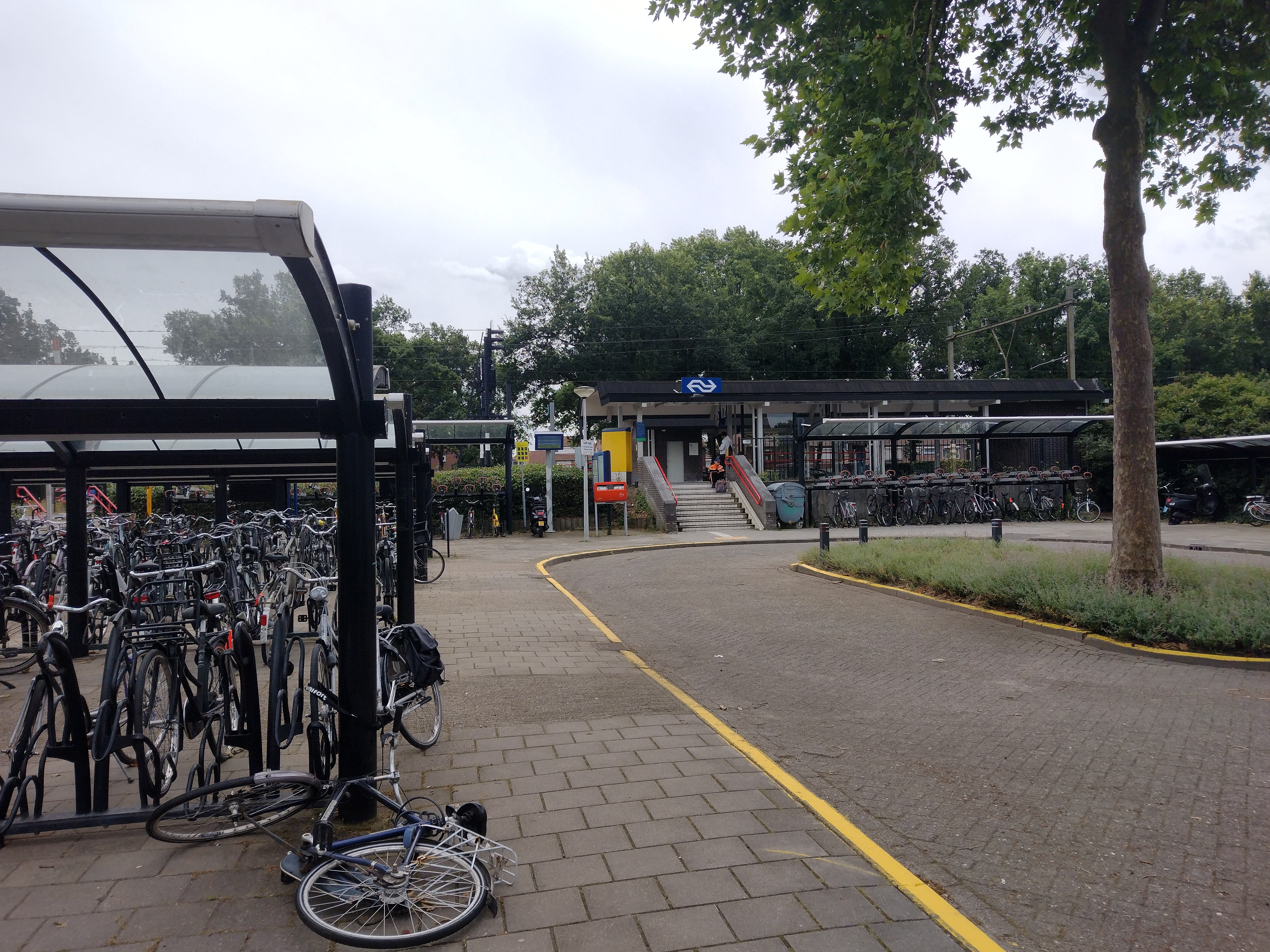
Het station in 2024
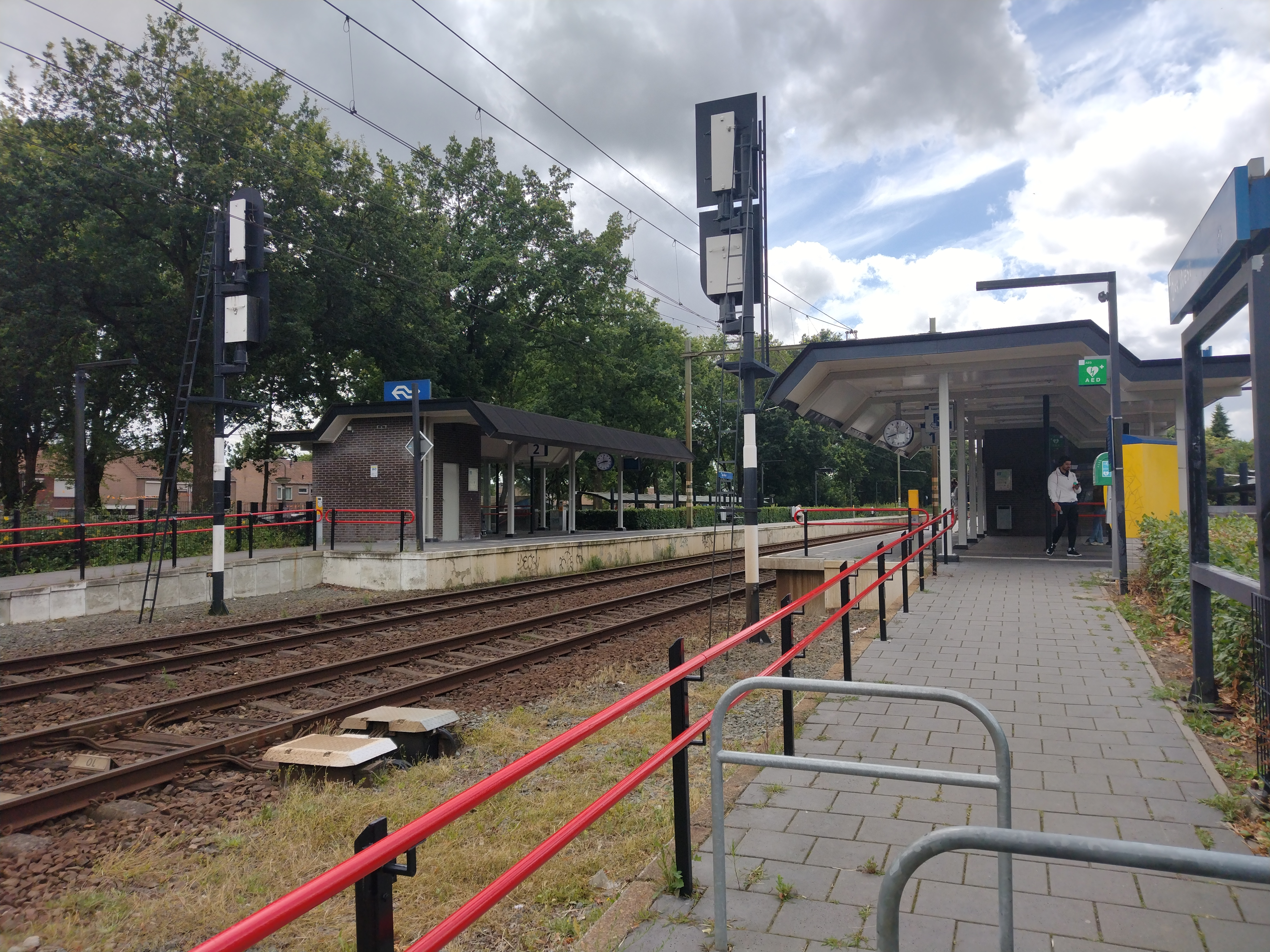
De perrons
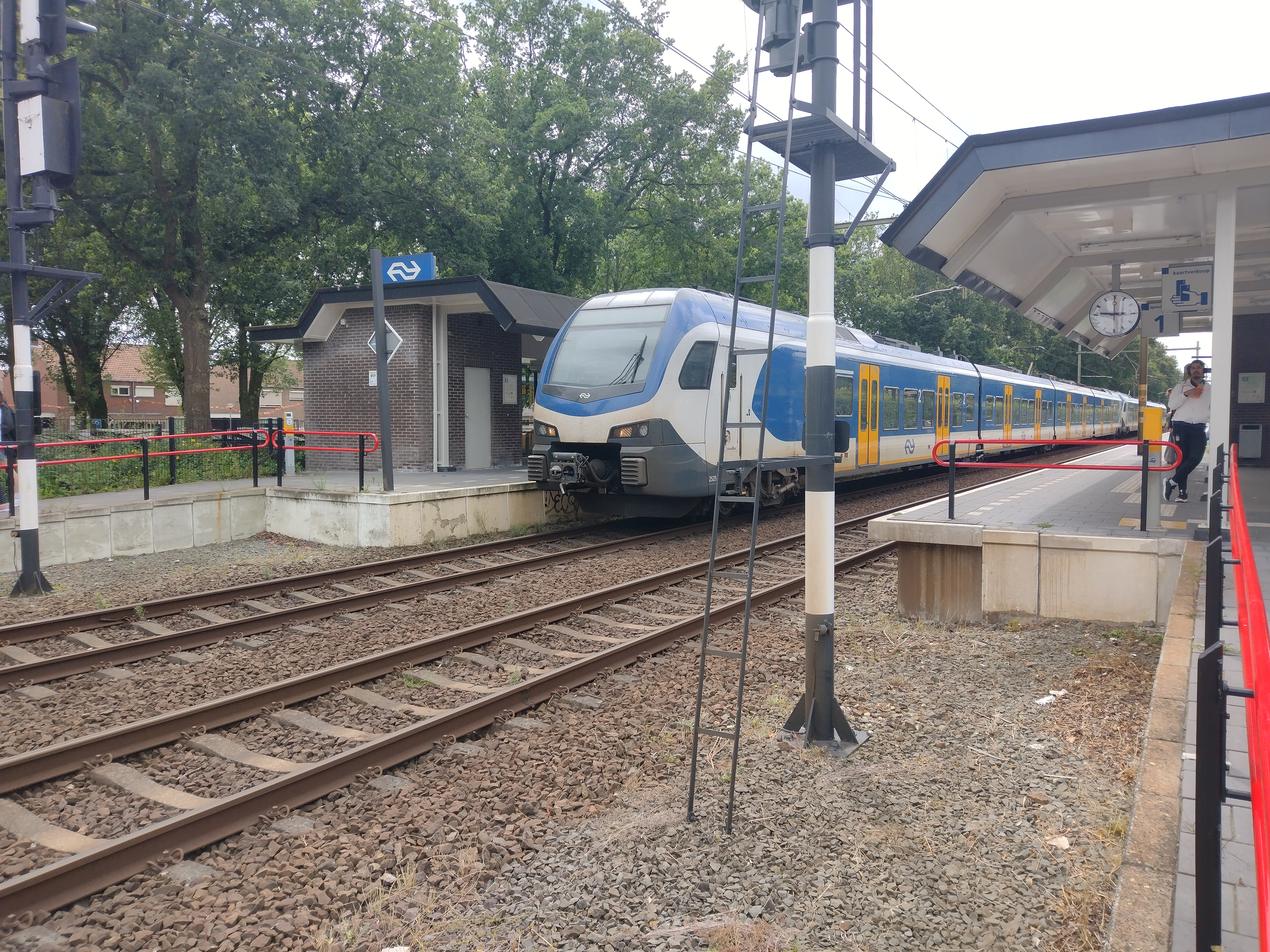
NS FLIRT op het station

0: Tilburg ·
Berkel-Enschot ·
7: Udenhout ·
13: Helvoirt ·
IJzeren Man ·
Vught Zuid-Oost ·
22: 's-Hertogenbosch ·
24: Orthen ·
25: 's-Hertogenbosch Oost ·
28: Rosmalen ·
Sprokkelbosch ·
Kruisstraat ·
Nuland ·
Geffen ·
Heihoek ·
39: Oss West ·
41: Oss ·
Berghem ·
49: Ravenstein ·
56: Wijchen ·
61: Nijmegen Dukenburg ·
63: Nijmegen Goffert ·
66: Nijmegen
Bergen op Zoom · 
Best · 
Boxmeer · 
Boxtel · 
Breda · 
-Prinsenbeek · 
Cuijk · 
Deurne · 
Eindhoven:
-Centraal · 
-Stadion · 
-Strijp-S ·
Etten-Leur · 
Geldrop · 
Gilze-Rijen · 
Heeze · 
Helmond · 
-Brandevoort ·
-Brouwhuis · 
-'t Hout · 
's-Hertogenbosch · 
-Oost · 
Lage Zwaluwe · 
Maarheeze · 
Oisterwijk · 
Oss ·
-West · 
Oudenbosch · 
Ravenstein · 
Roosendaal · 
Rosmalen · 
Tilburg · 
-Reeshof · 
-Universiteit · 
Vierlingsbeek · 
Vught · 
Zevenbergen
Voormalige stations: zie de lijst van voormalige spoorwegstations in Noord-Brabant